# Magnitude bolométrica
Em astronomia, magnitude bolométrica é a magnitude correspondente ao fluxo em todos os comprimentos de onda.
Sua diferença para a magnitude absoluta comumente usada é que ela também considera a energia emitida nas frequências fora da faixa do visível. Para fins de cálculo existe a chamada correção bolométrica (CB), que é a diferença entre as duas magnitudes.
{\displaystyle \left\vert CB\right\vert =(m_{v})-(m_{b})}
Como qualquer outra grandeza, Magnitudes precisam de uma referência. Na magnitude absoluta é tida como referência a estrela Vega, que possui magnitude aparente 0. Já na Magnitude Bolométrica, a referência é o Sol, que possui correção bolométrica igual a 0. Desse modo suas magnitudes absoluta e bolométrica possuem o mesmo valor, igual a 4,72. Todas as outras estrelas possuem CB maior ou igual a zero. Desse modo, a magnitude bolométrica é sempre igual ou menor a sua magnitude visual.
Como já foi dito, as duas magnitudes não usam a mesma referência. Por isso, se a estrela A possui magnitude absoluta igual a 2,0 e a estrela B possui magnitude bolométrica igual a 2,0, isso não significa que a quantidade de energia emitida na faixa do visível da estrela A é igual a energia total emitida pela estrela B.